# Idioma shiwilu
El idioma shiwilu, o jebero, es una lengua amazónica hablada en Perú por el pueblo shiwilu o jéberos. Se encuentra en peligro crítico de extinción. Es una de las dos lenguas que aún se hablan dentro de la familia lingüística cahuapana, junto al idioma shawi. El shiwilu se habla en varias zonas de la cuenca del río Aypena, en el departamento de Loreto, especialmente el distrito de Jéberos en la provincia de Alto Amazonas.  La lengua shiwilu fue la primera lengua originaria en el país declarada Patrimonio Cultural de la Nación en 2016 por el Ministerio de Cultura de Perú.
El código de idioma del shiwilu es jeb (ISO 639-3).
Morfológicamente, el idioma shiwilu puede caracterizarse como un lenguaje sintético, flexivo, polisintético e incorporante. Las palabras tienden a ser complejas y constan de morfemas de raíz de contenido con uno o más afijos (sintéticos). Utiliza prefijos y sufijos. Otro rasgo importante de la lengua es la existencia de sufijos clasificadores que cumplen diversas funciones semánticas y sintácticas.
El primer lingüista profesional que estudió la lengua fue John T. Bendor-Samuel quien presentó su tesis para optar al grado de Doctor en filosofía en mayo de 1958 en la Universidad de Londres.
Desde el año 2014, el shiwilu cuenta con un alfabeto oficial reconocido por el Estado peruano mediante la Resolución Directoral N° 025-2014- MINEDU/VMGP/DIGEIBIR y la Resolución Ministerial N° 303-2015-MINEDU

## Vitalidad de la lengua
Se encuentra en peligro crítico de extinción. En 1958, Bendor-Samuel reportó que 1500 personas hablaban la lengua entre los ríos Marañón y Huallaga en el noroeste del Perú. En 2013, 30 personas aún hablaban la lengua de manera fluida.

## Otros nombres
- Jebero, chebero, xebero, shiwila,[2] xiwilu, chébero, hevero, xihuila, xevero[10]